# کوه اورتس
کوه اورتس (ارمنی: Ուրծ) کوهی که در استان آرارات در کشور ارمنستان واقع شده است و ۲٬۴۴۶ متر از سطح دریا ارتفاع دارد. کوه اورتس در رشته‌کوه اورتس قرار دارد.